# Desa Wargajaya (administrativ by i Indonesien, lat -6,63, long 107,02)
Desa Wargajaya är en administrativ by i Indonesien.   Den ligger i provinsen Jawa Barat, i den västra delen av landet, 50 km söder om huvudstaden Jakarta.